# Chamelaucium gracile
Chamelaucium gracile är en myrtenväxtart som beskrevs av Ferdinand von Mueller. Chamelaucium gracile ingår i släktet Chamelaucium och familjen myrtenväxter. Inga underarter finns listade i Catalogue of Life.